# Guillermo de Orange
Guillermo de Orange-Nassau —en neerlandés: Willem van Oranje-Nassau— (Dillenburg, Sacro Imperio Romano Germánico, 24 de abril de 1533-Delft, Provincias Unidas, 10 de julio de 1584), llamado el Taciturno, fue miembro de la Casa de Nassau y se convirtió en Príncipe de Orange en 1544. Descontento con la falta de poder político de la nobleza local y la persecución de los protestantes neerlandeses por las tropas españolas, se sumó a la rebelión contra la Corona Española. Pronto reveló ser el más influyente de los rebeldes, convirtiéndose en el principal caudillo de la rebelión que desembocó en la guerra de los Ochenta Años. Dicho conflicto culminó con el reconocimiento de la independencia de las Provincias Unidas (precursoras de los actuales Países Bajos) en 1648. Declarado rebelde por Felipe II de España en 1580, fue finalmente asesinado por Balthasar Gérard (o 'Gerardts') en 1584.

## Biografía

### Infancia y juventud (1533-1559)

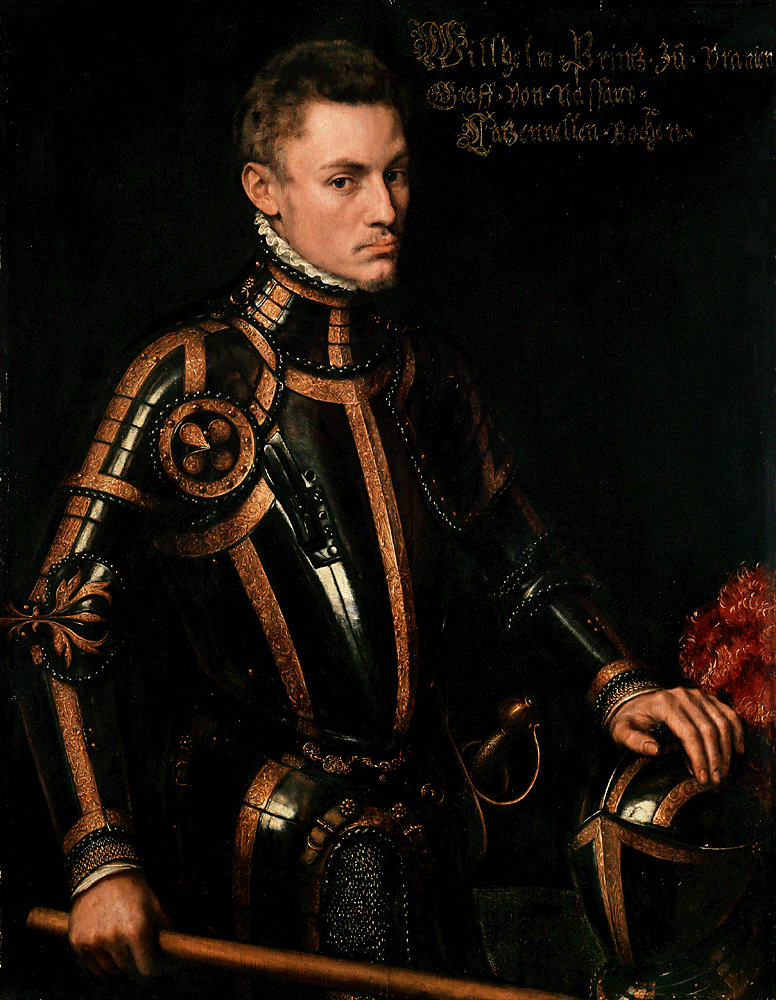
Guillermo I de Orange, el Taciturno, en su juventud (1554), retrato de Antonio Moro.

Guillermo nació en el castillo de Dillenburg en el Ducado de Nassau, Alemania. Fue el primogénito de Guillermo el Rico, conde de Nassau-Dillenburg, y Juliana de Stolberg-Wernigerode. Fue educado en la fe luterana. Tuvo cuatro hermanos y siete hermanas: Juan, Armando, Luis, María, Ana, Isabel, Catalina, Juliana, Magdalena, Adolfo y Enrique.
Cuando tenía once años, la muerte sin descendencia de su primo Renato de Châlon, príncipe de Orange, acaecida en 1544, lo convirtió en heredero de todas las propiedades de los Châlon. La herencia incluía el título de Príncipe de Orange y extensas propiedades en los Países Bajos. Debido a su corta edad, el Emperador Carlos V actuó como regente del principado hasta que Guillermo pudo hacerse cargo del mismo. Carlos V exigió antes que el heredero recibiera educación católica y Guillermo fue enviado a Bruselas (la capital de los Países Bajos en la provincia de Brabante) a estudiar bajo la supervisión de María de Austria, hermana del Emperador y regente de los dominios de los Habsburgo en los Países Bajos. En Bruselas, Guillermo adquirió conocimientos de idiomas y recibió educación militar y diplomática.
El 6 de julio de 1551 se casó con Ana de Egmond-Buren, rica heredera de las tierras de su padre Maximiliano de Egmond. Con esto Guillermo ganó los títulos de Señor de Egmond y Conde de Buren. Ese mismo año Guillermo fue nombrado capitán de caballería. Favorecido por Carlos V, fue ascendido rápidamente y ya era comandante de uno de los ejércitos del Emperador a la edad de 22 años. En 1555 era miembro del Consejo de Estado (en neerlandés Raad van State), el más alto organismo político consultivo de los Países Bajos. Ese mismo año Carlos abdicó en favor de su hijo Felipe II el trono de España y sus posesiones en los Países Bajos.
Su primera esposa, Ana, falleció el 24 de marzo de 1558. En 1559 Felipe II nombró a Guillermo estatúder de las provincias de Holanda, Zelanda, Utrecht y Borgoña, lo cual incrementó enormemente la influencia política de Guillermo.

### De leal a rebelde (1560-1568)

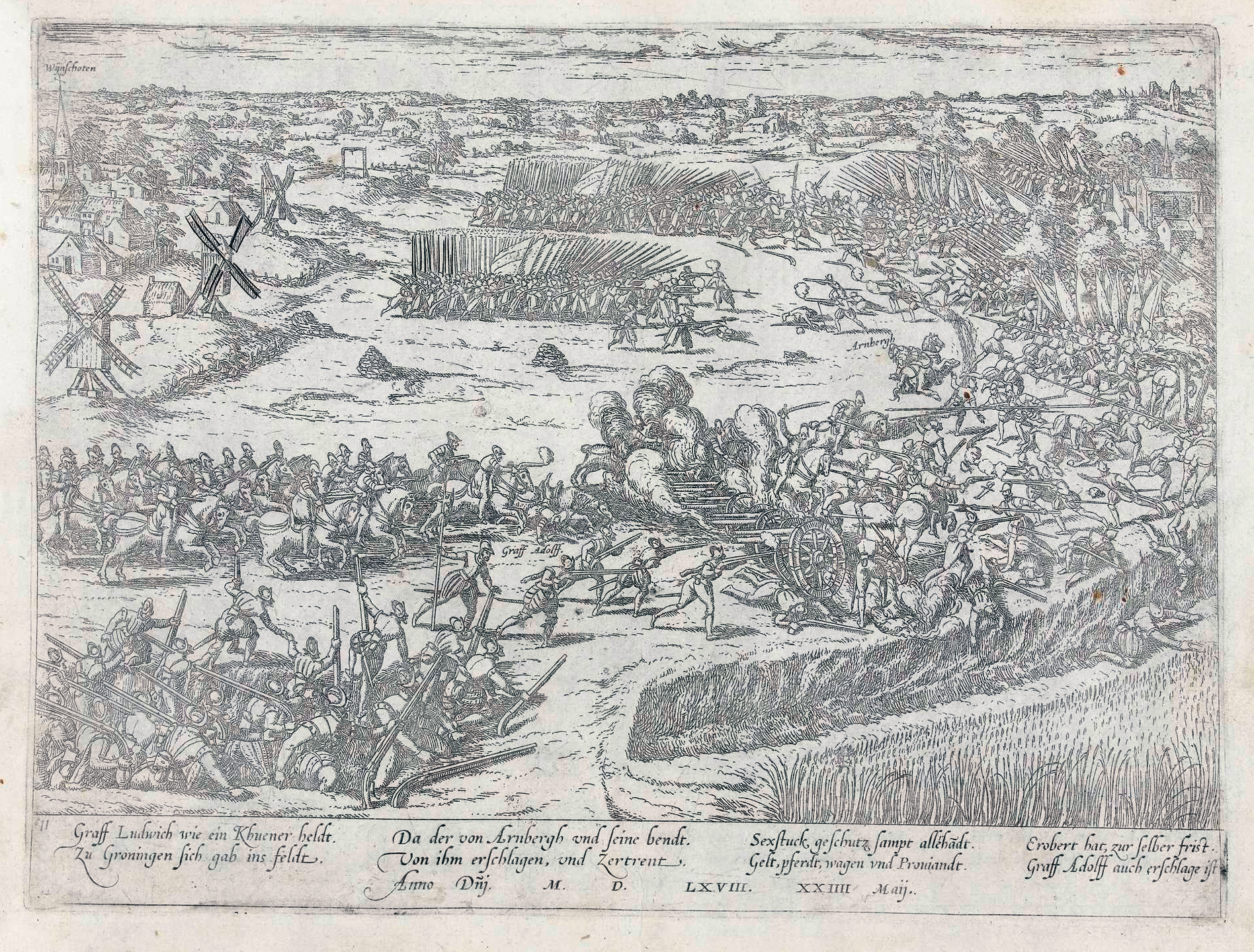
La Batalla de Heiligerlee suele considerarse el inicio de la Guerra de los Ochenta Años.

Aunque Guillermo de Orange inicialmente nunca se opuso directamente al rey Felipe II de España, pronto llegó a ser uno de los miembros más destacados de la oposición en el Raad van State, junto con Felipe de Montmorency, conde de Horn, (en neerlandés Filips van Montmorency, graaf van Horne) y Lamoral, conde de Egmont (en neerlandés Lamoraal, Graaf van Egmond). El objetivo principal de esta camarilla era obtener mayor poder político por parte de la nobleza local, y sus quejas eran constantes contra el excesivo número de españoles que intervenían en el gobierno de los Países Bajos.
Guillermo también estaba descontento con la creciente persecución que sufrían los protestantes reformados calvinistas. Educado primero como luterano y luego como católico, Guillermo era muy religioso, pero a la vez defensor de la libertad religiosa. La actuación de la Inquisición en los Países Bajos, dirigida por el cardenal Antonio Perrenot de Granvela, incrementó la oposición al gobierno español entre la población de los Países Bajos, entonces mayoritariamente católica. Granvela era presidente del Consejo de Estado bajo las órdenes de la nueva regente Margarita de Austria y Parma (1522-1583), hermana del rey Felipe II.
El 25 de agosto de 1561, Guillermo se casó en segundas nupcias con Ana de Sajonia, hija del elector Mauricio de Sajonia. Es generalmente aceptado que Guillermo se casó con ella para ganar influencia en Sajonia, Hesse y el Palatinado.
A principios de 1565, un grupo de nobles de menor rango, entre los que se contaba el hermano menor de Guillermo, Luis de Nassau, formó la Asamblea de Nobles. El 5 de abril de 1566 presentaron el Compromiso de Breda, una petición a la regente Margarita solicitando que terminara la persecución a los protestantes.
De agosto a octubre de 1566, una ola de iconoclasia, conocida como la Tormenta de las imágenes (Beeldenstorm en neerlandés) se extendió por los Países Bajos. Los calvinistas, enfadados por su persecución por parte de la Iglesia católica, y opuestos a las imágenes católicas (que desde su punto de vista contradecían al segundo mandamiento), destruyeron cientos de estatuas de iglesias y monasterios. Como resultado, cundió el desorden en los Países Bajos y Margarita accedió a los deseos de la Confederación a cambio de que la nobleza restaurara el orden. Igualmente, permitió a algunos nobles destacados, entre ellos Guillermo, que ayudaran a la Confederación. A finales de 1566 y comienzos del 1567 resultó evidente que no podría cumplir sus promesas, y tras el fracaso de varias rebeliones de escasa entidad, numerosos calvinistas, el grupo protestante mayoritario, y luteranos abandonaron el país.
Después del anuncio de que el rey Felipe II, descontento con la situación en los Países Bajos, había enviado al III duque de Alba de Tormes, Fernando Álvarez de Toledo y Pimentel (conocido como el Gran Duque de Alba o como el Duque de hierro) para restaurar el orden, Guillermo abandonó sus funciones y se retiró a su natal Nasáu en abril de 1567. Había estado implicado financieramente en varias de las rebeliones. Lo sucedió el conde de Bossu, Maximiliano de Hénin-Liétard, como estatúder de las provincias de Holanda, Zelanda y Utrecht.

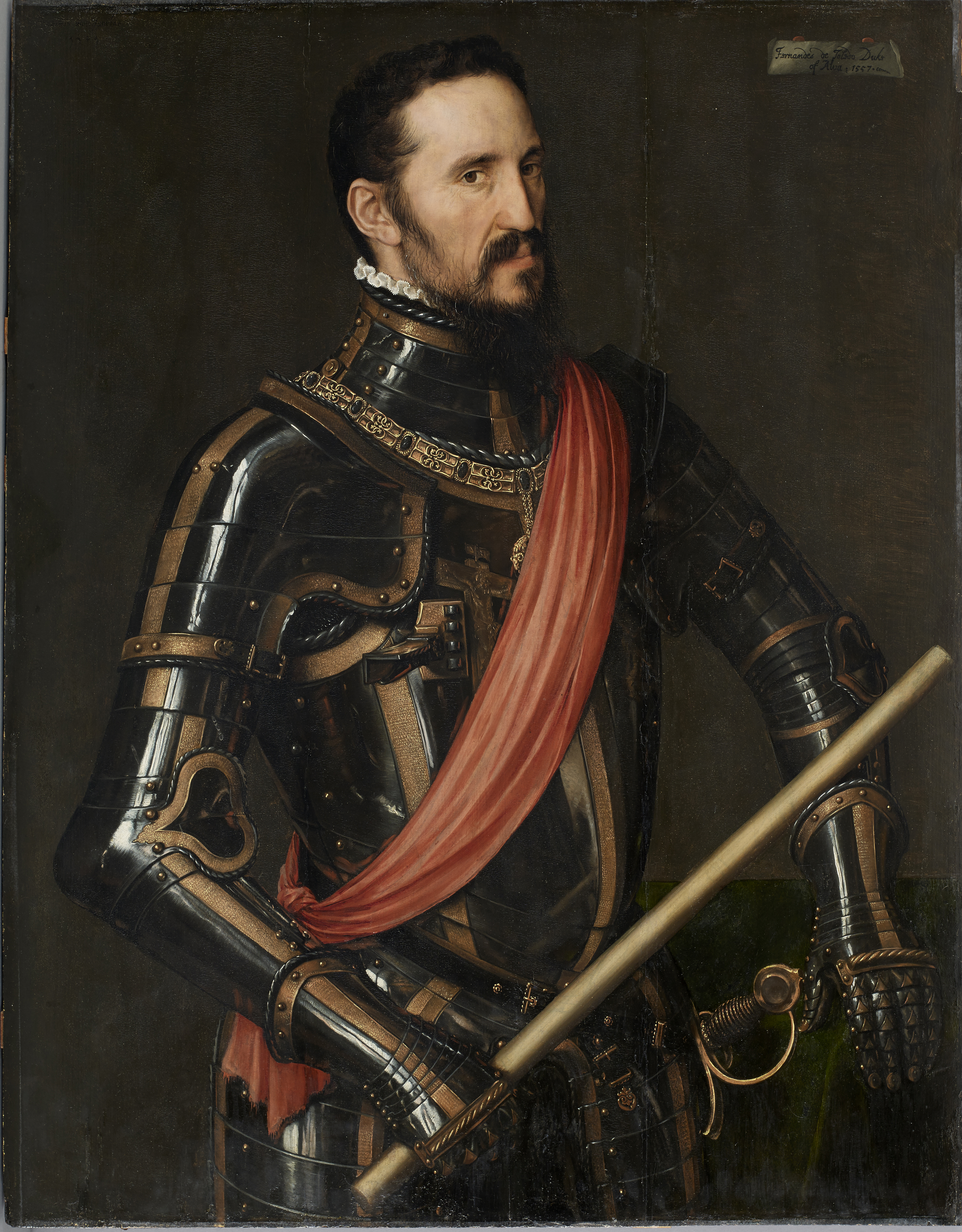
Fernando Álvarez de Toledo y Pimentel, III Duque de Alba, retrato de Anthonis Mor.

Tras su llegada en agosto, Alba estableció un Tribunal de los Tumultos (conocido popularmente como Tribunal de la Sangre) para juzgar a los implicados en las revueltas y la iconoclasia.
Guillermo fue uno de los 10 000 convocados pero no apareció. Fue declarado fuera de la ley y sus propiedades confiscadas. Como uno de los más importantes y populares políticos de los Países Bajos, se convirtió en el líder de la resistencia armada.
Financió a los Mendigos, grupos de refugiados protestantes que actuaban como corsarios y asaltaban las ciudades costeras, matando por igual a españoles y holandeses. También reclutó un ejército, formado principalmente por mercenarios alemanes, para enfrentarse a Alba en tierra.
Guillermo se alió con los hugonotes tras el fin de la Segunda Guerra de Religión francesa, cuando estos pudieron disponer de tropas libres. Dirigido por su hermano Luis de Nassau, el ejército invadió el norte de los Países Bajos en 1568. Sin embargo, el plan fracasó casi desde el comienzo. Los hugonotes fueron derrotados por las tropas reales francesas antes de que pudieran invadir los Países Bajos, y una pequeña fuerza al mando de Jean de Villiers fue capturada al cabo de dos días. Villiers entregó todos los planes de la campaña a los españoles tras ser apresado. El 23 de mayo, el ejército de Luis derrotaba a los españoles dirigidos por el duque de Aremberg en la batalla de Heiligerlee en la Provincia de Groninga. Aremberg murió en la batalla, al igual que Adolfo, uno de los hermanos de Guillermo. El duque de Alba respondió ejecutando a varios nobles convictos (incluyendo a los condes de Egmont y Horn), y lanzando una expedición contra Groninga. Allí, aniquiló a las fuerzas de Luis en territorio alemán en la batalla de Jemmingen el 21 de julio, aunque Luis logró escapar. Estas dos batallas se consideran el inicio de la Guerra de los Ochenta Años.

### Guerra

Escudo de armas de Guillermo de Orange.

La conocida como Prinsenvlag (bandera del príncipe), basada en los colores del escudo de armas de Guillermo de Orange, fue usada por los rebeldes holandeses y fue la base de la actual bandera de los Países Bajos.

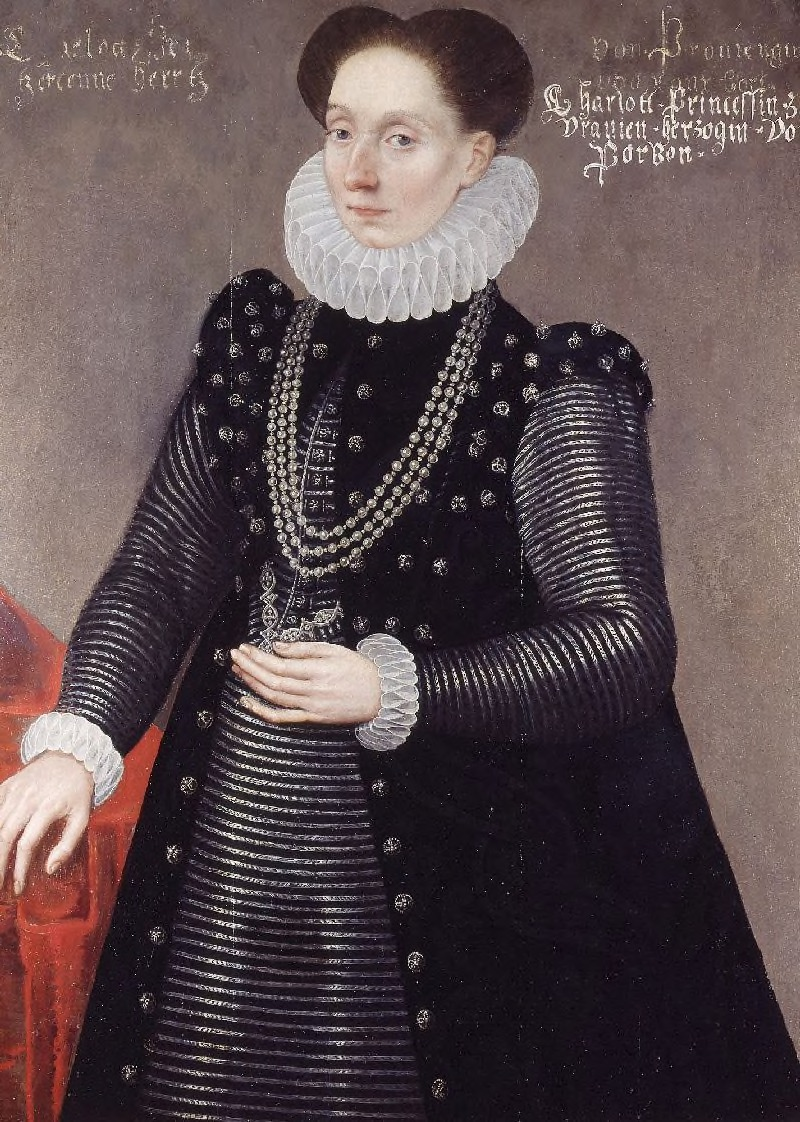
Carlota de Borbón-Montpensier, tercera esposa de Guillermo de Orange.

El 5 de octubre de 1568 Guillermo de Orange respondió marchando hacia Brabante al frente de un gran ejército de mercenarios. Pero Alba evitó el enfrentamiento directo que lo exponía a una derrota porque conocía la dificultad de reemplazar las bajas españolas y esperó que el ejército rebelde se desmoronara rápidamente. La endeble economía de Guillermo no le permitiría mantener a lo largo del tiempo la disciplina del ejército neerlandés.
A medida que Guillermo avanzaba, comenzaron los desórdenes y motines, y con el invierno en puertas y poco dinero, Guillermo se decidió ir a Francia donde los hugonotes franceses reforzaron sus ejércitos.
El 16 de octubre de 1568, al llegar al río Geete, libró la Batalla de Jodoigne. Cerca de 5000 arcabuceros protegían su ejército mientras cruzaba el río. Fadrique Álvarez de Toledo y Enríquez de Guzmán, el hijo del duque de Alba, fue enviado por su padre con una importante caballería y con 4.000 arcabuceros. Don Fadrique avanzó sobre la colina que ocupaba la retaguardia neerlandesa y la derrotó.
Guillermo, habiendo perdido a sus arcabuceros y una situación económica insostenible, se vio obligado a retirarse hacia Francia. Entonces elaboró nuevos planes de invasión para los años siguientes, pero no consiguió ningún avance debido a la falta de apoyo y dinero. Una de sus afirmaciones, con la que pretendía justificar sus actos, fue la de que él no estaba luchando contra el legítimo dueño del territorio, el rey español, sino contra los gobernantes de los Países Bajos y contra la presencia de soldados extranjeros.
El 1 de abril de 1572, una banda de Mendigos del Mar capturó la ciudad de Brielle, que había sido abandonada a su suerte por la guarnición española. Contrariamente a su habitual táctica, los Mendigos ocuparon la población y reclamaron la presencia del príncipe izando la bandera de Orange sobre la ciudad. Tras esta ocupación, otras ciudades abrieron sus puertas a los Mendigos, y pronto muchas ciudades de Holanda y Zelanda estuvieron en manos rebeldes, con las notorias excepciones de Ámsterdam y Middelburg. Las ciudades rebeldes convocaron entonces a los Estados Generales de los Países Bajos (aunque técnicamente no estaban facultadas para ello) y reinstauraron a Guillermo de Orange como estatúder de Holanda, Utrecht y Zelanda.
Al mismo tiempo, ejércitos rebeldes ocupaban ciudades, desde Deventer hasta Mons. El propio Guillermo avanzó entonces con sus propias tropas hacia el sur, capturando Roermond y Lovaina.
Guillermo había contado con la intervención de los hugonotes, pero la matanza de San Bartolomé el 24 de agosto marcó el comienzo de una ola de violencia contra los protestantes franceses. Tras una victoria española sobre su ejército, Guillermo se vio obligado a retirarse a Enkhuizen en Holanda. Los españoles tomaron represalias y saquearon varias ciudades rebeldes, masacrando en ocasiones a la población civil, como en Malinas o Zutphen. Tuvieron más problemas con las ciudades de Holanda, donde el asedio de Haarlem se extendió durante siete meses y ocasionó 8000 bajas españolas y se vieron obligados a levantar el sitio a Alkmaar.
En 1573, Guillermo se hizo calvinista. El año siguiente, sus ejércitos lograron algunas pequeñas victorias, incluyendo encuentros navales. Los españoles, dirigidos ahora por Luis de Requesens y Zúñiga, después de que el rey Felipe decidiera sustituir al duque de Alba, obtuvieron también alguna victoria. Fue derrotado en la batalla de Mook, al sureste, en la que perdieron la vida dos de los hermanos de Guillermo, Luis de Nassau y Enrique de Nassau. El ejército español puso también sitio a Leiden, pero se vio forzado a retirarse después de que los holandeses rompieran varios diques cercanos. Esta victoria significó una gran alegría para Guillermo, que fundó entonces la Universidad de Leiden, primera universidad de las Provincias del Norte.
Guillermo había disuelto legalmente su segundo matrimonio en 1571, basándose en la supuesta locura de su esposa Anna. En 1575 se casó por tercera vez, en este caso con Carlota de Borbon-Montpensier, monja francesa que gozaba también del favor popular. Juntos, tuvieron seis hijas.
Tras el fracaso de las negociaciones de paz en Breda en 1575, la guerra continuó. La situación mejoró para los rebeldes tras la inesperada muerte de Luis Requesens en marzo de 1576 y el amotinamiento de un gran número de soldados españoles por no haber recibido la soldada durante meses. Esta revuelta, que concluyó con el saqueo de Amberes, constituyó una inmejorable propaganda para la Revuelta neerlandesa. Mientras el nuevo gobernador, Juan de Austria, se dirigía a Holanda, Guillermo de Orange consiguió que la mayoría de las provincias firmaran la Pacificación de Gante, donde se comprometían a luchar juntas por la expulsión de las tropas españolas. Sin embargo, no se logró la unidad en materia religiosa. Las ciudades y provincias católicas no permitirían calvinistas y viceversa.
Cuando Juan de Austria firmó el Edicto perpetuo de 1577, prometiendo cumplir las condiciones de la pacificación, parecía que los rebeldes habían ganado la guerra. Sin embargo, tras la toma de Namur por los españoles en 1577, el levantamiento se extendió por todos los Países Bajos. Don Juan intentó negociar la paz, pero el príncipe hizo fracasar las negociaciones. El 24 de septiembre de 1577, Guillermo hizo su entrada triunfal en Bruselas. Al mismo tiempo, las posturas de los calvinistas rebeldes se radicablizaban, tratando de prohibir el catolicismo en sus zonas de influencia. Guillermo se oponía a esto por razones personales y políticas. Deseaba la libertad religiosa y necesitaba el apoyo de católicos y protestantes moderados para alcanzar sus objetivos. El 6 de enero de 1579, varias provincias del sur, descontentas con el radicalismo de algunos de los partidarios de Guillermo, firmaron la Unión de Arras, por la que aceptaban como gobernador a Alejandro Farnesio, duque de Parma, sucesor de Juan de Austria, que había fallecido unos meses atrás.
Cinco provincias del norte, seguidas poco después por la mayor parte de las ciudades de Brabante y Flandes, firmaron entonces la Unión de Utrecht el 23 de enero, confirmando su unidad. Guillermo se opuso inicialmente a este acuerdo, esperando poder unir aún a todas las provincias bajo un mismo bando. No obstante, dio finalmente su apoyo a Utrecht el 3 de mayo. Esta unión de Utrecht se acabaría convirtiendo en una constitución de facto y constituiría la única unión formal de las provincias neerlandesas hasta 1795.

### Declaración de Independencia

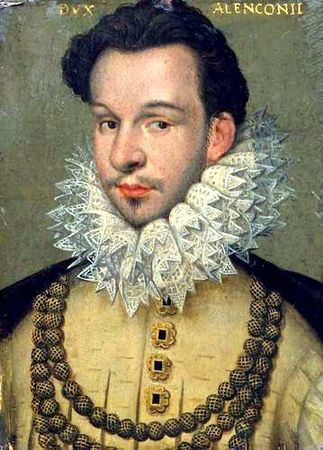
Francisco de Anjou, que había sido reclutado por Guillermo de Orange como rey de los Países Bajos, fue tremendamente impopular entre el pueblo.

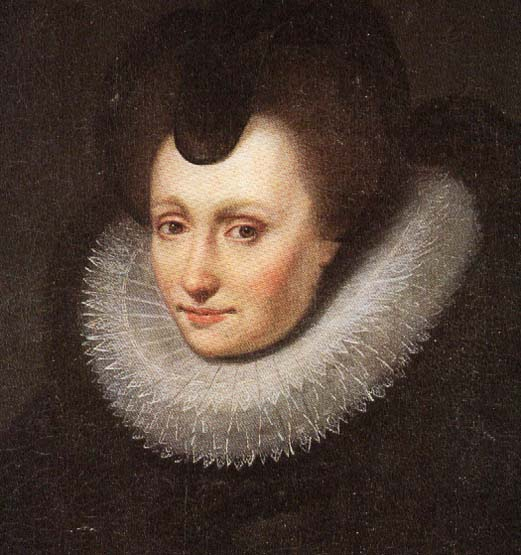
Luisa de Coligny, cuarta y última esposa de Guillermo de Orange.

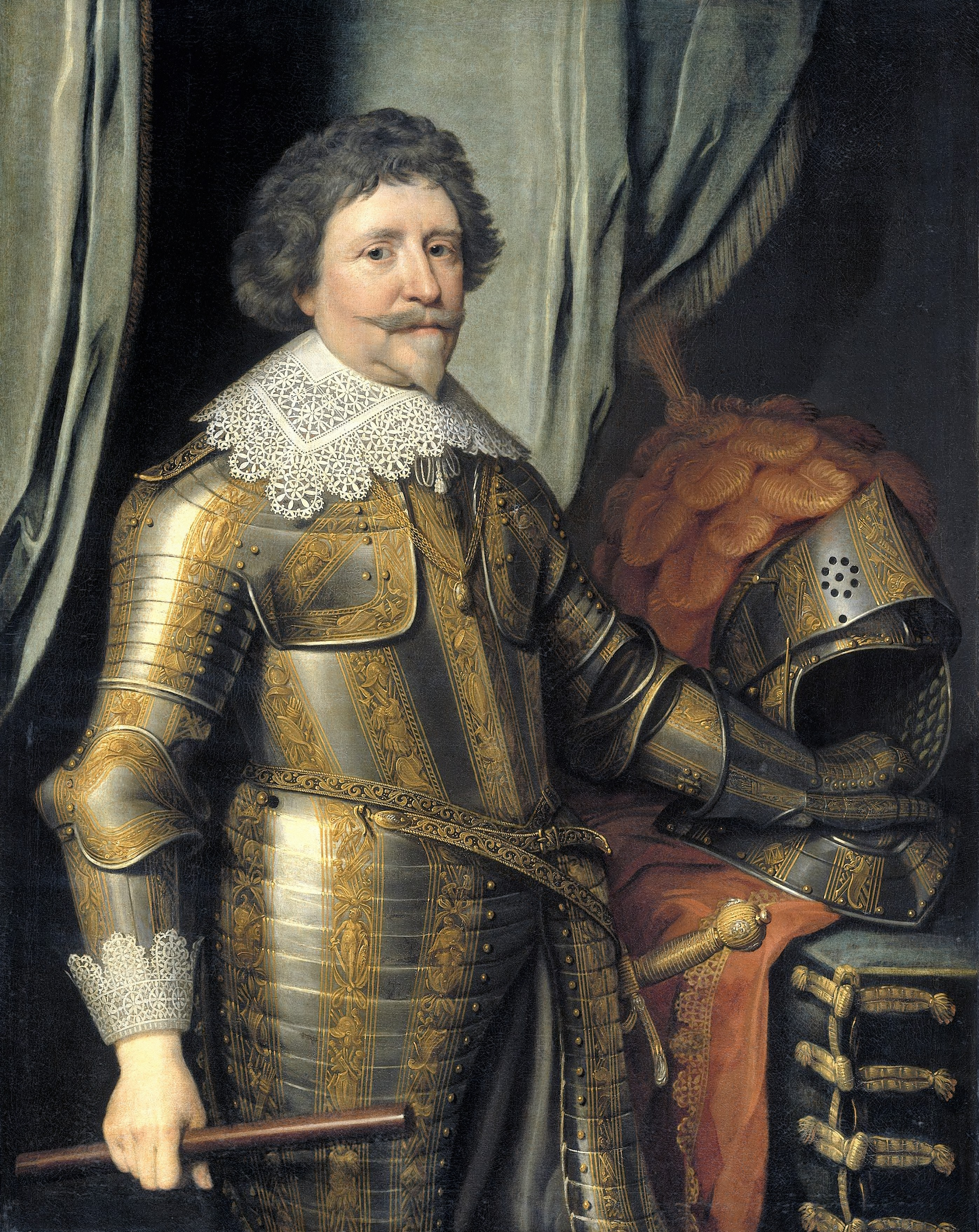
Federico Enrique de Orange-Nassau, Príncipe de Orange, por Michiel Jansz. van Mierevelt.

Pese a la unión de Utrecht, el duque de Parma consiguió recuperar la mayor parte del sur de los Países Bajos. Debido a que había accedido a eliminar las guarniciones españolas de las provincias del Tratado de Arras y a que el rey Felipe II lo necesitaba en otros destinos, Farnesio no pudo realizar más avances hasta finales de 1581.
Mientras tanto, Guillermo de Orange y sus partidarios buscaban el apoyo internacional. El príncipe había intentado obtener la ayuda francesa en varias ocasiones, y finalmente logró el apoyo de Francisco, duque de Anjou, hermano del rey Enrique III de Francia. El 29 de septiembre de 1580, los Estados Generales (excepto Zelanda y Holanda) firmaron el Tratado de Plessis-les-Tours con el duque de Anjou. El duque recibió el título de "Protector de la Libertad de los Países Bajos" y se convertiría en el nuevo soberano. Esto, no obstante, exigía que los Estados Generales y Guillermo renunciaran al apoyo formal recibido del rey de España, del que oficialmente disfrutaban.
Ese mismo año (1580), Guillermo de Orange fue proclamado estatúder de la provincia de Frisia.
El 22 de julio de 1581, los Estados generales proclamaron su decisión de dejar de reconocer a Felipe II como su rey en el Acta de abjuración. Esta acta constituyó una declaración de independencia formal, lo que permitió al Duque de Anjou acudir en ayuda de los rebeldes. No llegó a los Países Bajos hasta el 10 de febrero de 1582, siendo reconocido oficialmente por Guillermo en Flushing. El 18 de marzo, el español Juan de Jáuregui intentó asesinar a Guillermo en Amberes; aunque Guillermo resultó herido, sobrevivió gracias a los cuidados de su esposa Carlota y su hermana María. Sin embargo, mientras Guillermo se recuperaba, su esposa Carlota enfermó y falleció el 5 de mayo. Entretanto, el duque de Anjou no había conseguido ganarse el cariño de los holandeses, y las provincias de Zelanda y Holanda se negaron a reconocerle como soberano, mientras que Guillermo era criticado por su política francesa. Cuando las tropas francesas de Anjou llegaron a los Países Bajos a finales de 1582, los planes de Guillermo parecían cumplirse al fin, ya que incluso el duque de Parma temía ahora la victoria rebelde.
No obstante, el propio duque de Anjou estaba descontento con sus poderes limitados y decidió tomar Amberes por la fuerza el 18 de enero de 1583. Los ciudadanos, que habían sido advertidos, defendíeron la ciudad en lo que es conocido como Furia Francesa. El ejército de Anjou fue completamente aniquilado y el duque recibió reprimendas tanto de Catalina de Médici como de Isabel I de Inglaterra, a la que había cortejado. La posición de Anjou tras esta acción se hizo insostenible y abandonó finalmente el país en junio. Su partida constituyó un descrédito para Guillermo, que mantuvo su apoyo al francés.
Guillermo quedó por ello políticamente aislado, aunque Holanda y Zelanda le mantuvieron como Estatúder e intentaron declararle conde de Holanda y Zelanda, lo que le convertiría oficialmente en soberano. En medio de todo, Guillermo se había casado por cuarta y última vez el 12 de abril de 1583 con Luisa de Coligny, una hugonote francesa hija de Gaspar de Coligny. Ella fue la madre de Federico Enrique de Orange-Nassau, el cuarto de sus hijos legítimos.

### Asesinato

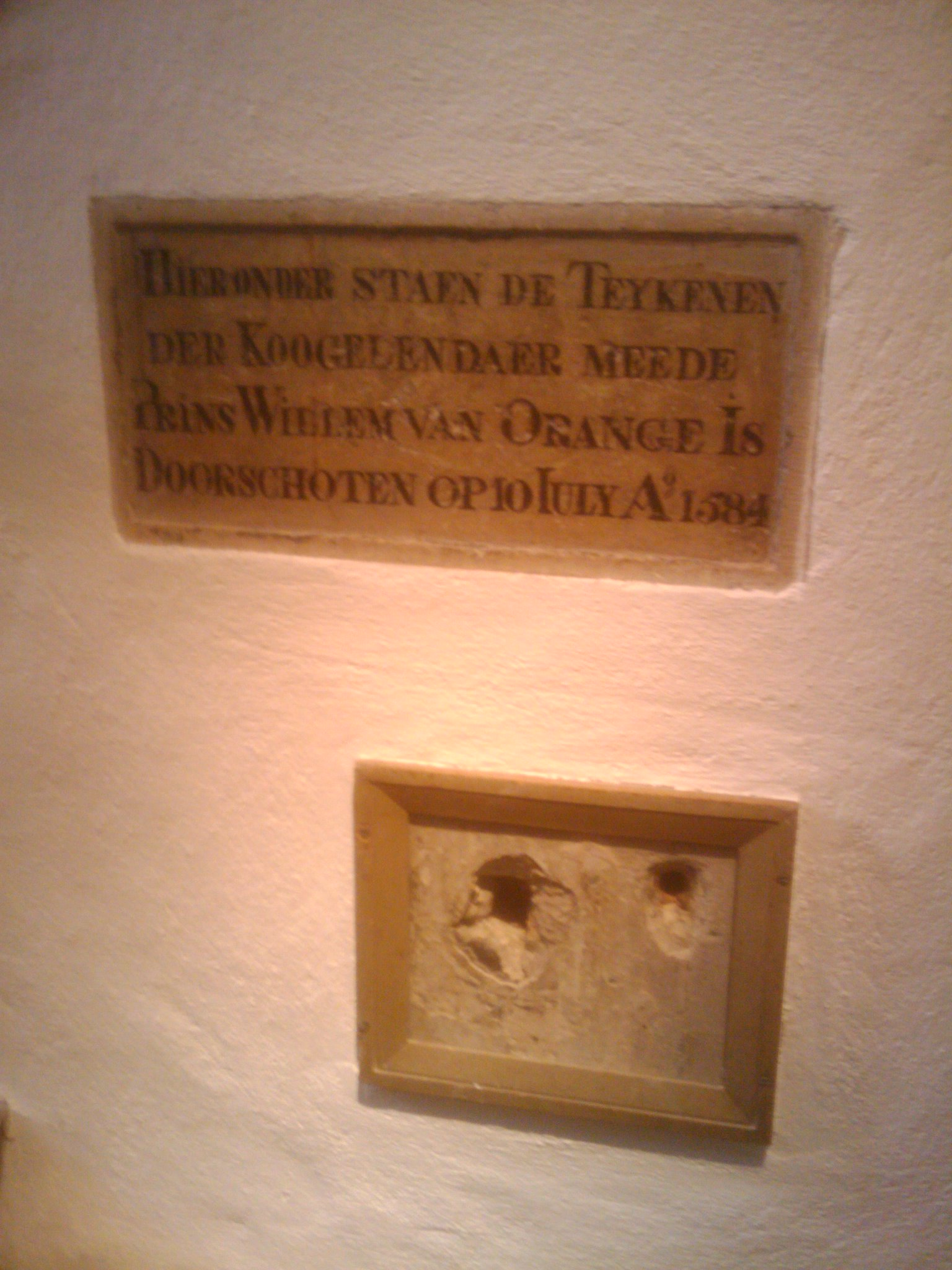
Agujeros de bala en el Prinsenhof en Delft.

Balthasar Gérard (nacido en 1557) era un borgoñón, católico, vasallo del rey Felipe II de España, que consideraba que Guillermo de Orange había traicionado al rey español y a la religión católica.
Después de que Felipe II hubiera proclamado fuera de la ley a Guillermo y ofrecido 25.000 coronas por su cabeza, Gérard decidió ir a los Países Bajos para asesinar a Guillermo. Sirvió durante dos años en el ejército del gobernador de Luxemburgo, Pedro Ernesto de Mansfeld, esperando acercarse lo suficiente a Guillermo cuando ambos ejércitos se encontraran. Esto no llegó a suceder y Gérard abandonó el ejército.
Se presentó ante el duque de Parma con sus planes, pero no logró impresionar a Farnesio. En mayo de 1584, Gérard se presentó ante Guillermo haciéndose pasar por un noble francés y le entregó el sello del conde de Mansfeld. Este sello permitiría falsificar mensajes y enviarlos en nombre del conde. Guillermo envió a Gérard a Francia para que entregara el sello a sus aliados franceses.
Gérard regresó en julio, tras haber comprado pistolas en el viaje. El 10 de julio concertó una cita con Guillermo de Orange en su residencia de Delft, ahora conocida como Prinsenhof. Ese día, Guillermo estaba cenando con Rombertus van Uylenburgh. Tras abandonar Guillermo la cena y subir las escaleras, Van Uylenburgh oyó a Gérard disparar a Guillermo a escasa distancia, tras lo que huyó para cobrar su recompensa.
Según los registros oficiales, se dice que las últimas palabras de Guillermo fueron:

Mon Dieu, ayez pitié de mon âme; mon Dieu, ayez pitié de ce pauvre peuple.

(Dios mío, ten piedad de mi alma; Dios mío, ten piedad de este pobre pueblo.)

Gérard fue capturado antes de que pudiera abandonar Delft y encarcelado. Fue torturado antes del juicio el 13 de julio, donde fue sentenciado a ser brutalmente ejecutado. Los magistrados decretaron que la mano derecha del asesino debía ser quemada con un hierro al rojo vivo, que la carne se separara del cuerpo con pinzas en seis puntos diferentes, que se le descuartizara y eviscerara vivo, y que se le arrancara el corazón del pecho para decapitarle finalmente.
Tradicionalmente, los miembros de la familia Nassau eran enterrados en Breda, pero como la ciudad estaba en manos hispanas a la muerte de Guillermo, este fue enterrado en Nieuwe Kerk en Delft. El monumento que se levantó en su tumba era inicialmente muy modesto, pero fue reemplazado en 1623 por uno nuevo, obra de Hendrik de Keyser y de su hijo Pedro. Desde entonces, la mayor parte de los miembros de la Casa de Orange-Nassau, incluyendo todos los reyes de Holanda, han sido enterrados en la misma iglesia. Su bisnieto Guillermo III, rey de Inglaterra y Escocia y Estatúder de los Países Bajos, fue enterrado en la Abadía de Westminster.
Según la historiadora Lisa Jardine, Guillermo de Orange fue el primer jefe de Estado asesinado por arma de fuego, pero Guillermo nunca fue oficialmente proclamado jefe de Estado y al regente escocés Jacobo Estuardo le habían disparado 13 años antes.
Como príncipe de Orange fue sucedido por su hijo mayor Felipe Guillermo, como estatúder de las provincias de Holanda y Zelanda fue sucedido al año siguiente de su asesinato por su segundo hijo sobreviviente, Mauricio, como estatúder de Frisia fue sucedido por su sobrino Guillermo Luis de Nassau-Dillenburg y como estatúder de la provincia de Utrecht fue sucedido por Adolf van Nieuwenaar, conde de Limburgo y Moers' y estatúder de las provincias de Güeldres y Overijssel.

## Descendencia
Guillermo de Orange tuvo dieciséis hijos de sus cuatro matrimonios y varias relaciones extramatrimoniales. Muchos de ellos fueron importantes figuras de la historia de los Países Bajos y de Europa en general.
De su primera esposa Ana de Egmond-Buren tuvo tres hijos:
- María de Orange-Nassau (1553-1554), fallecida en la infancia;
- Felipe Guillermo de Orange-Nassau (1554-1618), Príncipe de Orange y Señor de Breda, vivió casi dieciocho años en España como rehén;
- María de Orange-Nassau (1556-1616), se casó con Felipe de Hohenlohe y defendió vigorosamente los derechos de su hermano durante su larga ausencia.

Con Eva Elincx mantuvo una breve relación, de la que nació un hijo ilegítimo:
- Justino de Nassau (1559-1631), gobernador de Breda.

De su segunda esposa Ana de Sajonia tuvo cinco hijos:
- Ana de Orange-Nassau (1562), fallecida en la infancia;
- Ana de Orange-Nassau (1563-1588), casada con Guillermo Luis de Nassau;
- Mauricio Augusto Felipe de Orange-Nassau (1564-1566), fallecido en la infancia;
- Mauricio de Orange-Nassau (1567-1625), estatúder y Príncipe de Orange, más conocido como Mauricio de Nassau;
- Emilia de Orange-Nassau (1569-1629), casada con el príncipe Manuel de Portugal (1568-1638), hijo de Antonio, prior de Crato, pretendiente a la Corona portuguesa.

De su tercera esposa Carlota de Borbón-Montpensier tuvo seis hijas:
- Luisa Juliana de Orange-Nassau (1576-1644), casada en 1593 con Federico IV del Palatinado;
- Isabel de Orange-Nassau (1577-1642), casada en 1595 con Enrique de la Tour d'Auvergne, duque de Bouillon; su hijo sería Turenne;
- Catalina Bélgica de Orange-Nassau (1578-1648), casada en 1596 con Felipe Luis de Hanau;
- Carlota-Flandrina de Orange-Nassau (1579-1640), abadesa de Poitiers;
- Carlota-Brabantina de Orange-Nassau (1580-1631), casada en 1598 con Claude de la Trémoïlle;
- Emilia Antuerpiense de Orange-Nassau (1581-1657), casada en 1616 con Federico Casimiro del Palatinado-Zweibrücken-Landsberg, hijo de Juan I del Palatinado-Zweibrücken.

De su cuarta esposa, Luisa de Coligny, tuvo un hijo:
- Federico Enrique de Orange-Nassau (1584-1647), estatúder y Príncipe de Orange.

## Nombre
Hay varias explicaciones sobre el origen del sobrenombre «el Taciturno» —en neerlandés de Zwijger— dado a Guillermo de Orange. La más común es que Guillermo raramente expresaba una opinión clara sobre temas controvertidos, ya fuera en la corte o en público.
En los Países Bajos también se conoce a Guillermo como Vader des vaderlands ("Padre de la patria"). El himno nacional neerlandés, el Wilhelmus, está escrito en su honor.

## Ancestros
|  |                                      |  |  |  |  |  |  |  |  |  |  |  |  |  |  |  |
|  | 8. Juan IV de Nassau                 |  |  |  |  |  |  |  |  |  |  |  |  |  |  |  |
|  |                                      |  |  |  |  |  |  |  |  |  |  |  |  |  |  |  |
|  |                                      |  |  |  |  |  |  |  |  |  |  |  |  |  |  |  |
|  | 4. Juan V de Nassau-Dillenburg       |  |  |  |  |  |  |  |  |  |  |  |  |  |  |  |
|  |                                      |  |  |  |  |  |  |  |  |  |  |  |  |  |  |  |
|  |                                      |  |  |  |  |  |  |  |  |  |  |  |  |  |  |  |
|  | 9. María de Loon-Heinsberg           |  |  |  |  |  |  |  |  |  |  |  |  |  |  |  |
|  |                                      |  |  |  |  |  |  |  |  |  |  |  |  |  |  |  |
|  |                                      |  |  |  |  |  |  |  |  |  |  |  |  |  |  |  |
|  | 2. Guillermo I de Nassau-Dillenburg  |  |  |  |  |  |  |  |  |  |  |  |  |  |  |  |
|  |                                      |  |  |  |  |  |  |  |  |  |  |  |  |  |  |  |
|  |                                      |  |  |  |  |  |  |  |  |  |  |  |  |  |  |  |
|  | 10. Enrique III de Hesse-Marburg     |  |  |  |  |  |  |  |  |  |  |  |  |  |  |  |
|  |                                      |  |  |  |  |  |  |  |  |  |  |  |  |  |  |  |
|  |                                      |  |  |  |  |  |  |  |  |  |  |  |  |  |  |  |
|  | 5. Isabel de Hesse-Marburg           |  |  |  |  |  |  |  |  |  |  |  |  |  |  |  |
|  |                                      |  |  |  |  |  |  |  |  |  |  |  |  |  |  |  |
|  |                                      |  |  |  |  |  |  |  |  |  |  |  |  |  |  |  |
|  | 11. Ana de Katzenelnbogen            |  |  |  |  |  |  |  |  |  |  |  |  |  |  |  |
|  |                                      |  |  |  |  |  |  |  |  |  |  |  |  |  |  |  |
|  |                                      |  |  |  |  |  |  |  |  |  |  |  |  |  |  |  |
|  | 1. Guillermo de Orange               |  |  |  |  |  |  |  |  |  |  |  |  |  |  |  |
|  |                                      |  |  |  |  |  |  |  |  |  |  |  |  |  |  |  |
|  |                                      |  |  |  |  |  |  |  |  |  |  |  |  |  |  |  |
|  | 12. Enrique IX de Stolberg           |  |  |  |  |  |  |  |  |  |  |  |  |  |  |  |
|  |                                      |  |  |  |  |  |  |  |  |  |  |  |  |  |  |  |
|  |                                      |  |  |  |  |  |  |  |  |  |  |  |  |  |  |  |
|  | 6. Bodo VIII de Stolberg-Wernigerode |  |  |  |  |  |  |  |  |  |  |  |  |  |  |  |
|  |                                      |  |  |  |  |  |  |  |  |  |  |  |  |  |  |  |
|  |                                      |  |  |  |  |  |  |  |  |  |  |  |  |  |  |  |
|  | 13. Matilda de Mansfeld              |  |  |  |  |  |  |  |  |  |  |  |  |  |  |  |
|  |                                      |  |  |  |  |  |  |  |  |  |  |  |  |  |  |  |
|  |                                      |  |  |  |  |  |  |  |  |  |  |  |  |  |  |  |
|  | 3. Juliana de Stolberg               |  |  |  |  |  |  |  |  |  |  |  |  |  |  |  |
|  |                                      |  |  |  |  |  |  |  |  |  |  |  |  |  |  |  |
|  |                                      |  |  |  |  |  |  |  |  |  |  |  |  |  |  |  |
|  | 14. Felipe I de Eppstein-Königstein  |  |  |  |  |  |  |  |  |  |  |  |  |  |  |  |
|  |                                      |  |  |  |  |  |  |  |  |  |  |  |  |  |  |  |
|  |                                      |  |  |  |  |  |  |  |  |  |  |  |  |  |  |  |
|  | 7. Ana de Eppstein-Königstein        |  |  |  |  |  |  |  |  |  |  |  |  |  |  |  |
|  |                                      |  |  |  |  |  |  |  |  |  |  |  |  |  |  |  |
|  |                                      |  |  |  |  |  |  |  |  |  |  |  |  |  |  |  |
|  | 15. Luisa de la Marck                |  |  |  |  |  |  |  |  |  |  |  |  |  |  |  |
|  |                                      |  |  |  |  |  |  |  |  |  |  |  |  |  |  |  |
|  |                                      |  |  |  |  |  |  |  |  |  |  |  |  |  |  |  |

## Sucesión
| Predecesor: René de Châlon               | Príncipe de Orange 1544 - 1584                      | Sucesor: Felipe Guillermo de Orange-Nassau |
| Predecesor: René de Châlon               | Barón de Breda 1544 - 1567                          | Sucesor: Felipe Guillermo de Orange-Nassau |
| Predecesor: Maximiliano de Borgoña       | Estatúder de Holanda, Zelanda y Utrecht 1559 - 1567 | Sucesor: Maximiliano de Hénin-Liétard      |
| Predecesor: Maximiliano de Hénin-Liétard | Estatúder de Holanda y Zelanda 1572 - 1584          | Sucesor: Mauricio de Nassau                |
| Predecesor: Maximiliano de Hénin-Liétard | Estatúder de Utrecht 1572 - 1584                    | Sucesor: Adolf van Nieuwenaar              |
| Predecesor: Título creado                | Estatúder de Frisia 1580 - 1584                     | Sucesor: Guillermo Luis                    |